# 上真野村
上真野村（かみまのむら）は福島県北東部、相馬郡に属していた村。現在の南相馬市北西部、常磐線鹿島駅の西方一帯、真野川中流域、上真野川・大日川流域にあたる。

## 地理
- 山：八森山、羽山、堂六神山
- 河川：真野川、上真野川、大日川

## 歴史
- 1889年（明治22年）4月1日 - 町村制の施行により、行方郡上真野村が発足。
- 1896年（明治29年）4月1日 - 所属郡が相馬郡に変更。
- 1954年（昭和29年）3月31日 - 鹿島町・真野村・八沢村と合併し、改めて鹿島町が発足。同日上真野村廃止。

## 交通

### 鉄道路線
村域に鉄道は通過していなかったが、常磐線鹿島駅が至近に所在した。

### 道路
現在は常磐自動車道が旧村域を通過するが、当時は未開通。